# Saguinus mystax
Saguinus mystax är en däggdjursart som först beskrevs av Johann Baptist von Spix 1823.  Saguinus mystax ingår i släktet tamariner och familjen kloapor. IUCN kategoriserar arten globalt som livskraftig.
Inga underarter finns listade i Catalogue of Life. Wilson & Reeder (2005) skiljer mellan två och IUCN mellan tre underarter.
- Saguinus mystax mystax
- Saguinus mystax pileatus, godkänns ibland som art
- Saguinus mystax pluto

## Utseende
Arten når en kroppslängd (huvud och bål) av 24 till 27 cm, en svanslängd av 37 till 43 cm och en vikt av 500 till 600 g. Pälsen har huvudsakligen en mörkbrun till svartaktig färg. Kännetecknande är ansiktets färgsättning. Regionen kring munnen och näsan är bara glest täckt med hår och där finns köttfärgad hud. Sedan följer en krans av vita hår som påminner om ett skägg. Saguinus mystax saknar den tredje molaren på varje sida av över- och underkäken. Liksom andra tamariner har den hörntänder som är längre än framtänderna. Svansen kan inte användas som gripverktyg. Med undantag av stortån, som har en nagel, är alla tår utrustade med klor. Tummarna är inte motsättliga.

## Utbredning och habitat
Denna kloapa förekommer i västra Amazonområdet i nordvästra Brasilien och angränsande delar av Peru. Habitatet utgörs av fuktiga skogar och andra skogar.

## Ekologi
Saguinus mystax har ungefär samma beteende som andra tamariner. Den äter frukter, nektar, blommor och naturgummi som kompletteras med några smådjur som insekter, grodor och ödlor. Individerna bildar flockar som har i genomsnitt 5 medlemmar. Flockarnas revir överlappar varandra. Det finns även blandade flockar med andra arter från samma släkte, till exempel Saguinus fuscicollis. Allmänt föder bara flockens dominanta hona ungar.
Honor kan para sig hela året men de flesta ungar föds mellan november och mars. Hos några flockar dokumenterades två parningstider och deras ungar föds antingen mellan juni och oktober eller i februari/mars. Dräktigheten varar cirka 145 dagar och en kull har nästan alltid två ungar. Ungarna diar sin mor fem till sex månader (genomsnitt 171 dagar). Honor blir ungefär 16 månader efter födelsen könsmogna och hanar cirka två månader senare. Med människans vård kan arten leva 20 år.
Individerna är aktiva på dagen och går på fyra fötter över grenar. Dessutom hoppar de ofta och de kan klättra uppför lodrätta stammar. Flocken medlemmar markerar träd som besöks ofta med körtelvätska. Dessutom har de olika läten för kommunikationen.
I motsats till Saguinus fuscicollis letar arten oftare i trädens toppar cirka 10 meter över marken efter föda. Saguinus mystax jagas bland annat av rovdjur som kan klättra i träd, till exempel jaguarundi (Puma yaguarondi), tayra (Eira barbara) och ozelot (Leopardus pardalis). Ibland faller den offer för större ormar som kungsboa (Boa constrictor).